# Cascades d'Ekom Nkam
Les cascades d'Ekom Nkam (en francés: Xuts d'Ekom Nkam) són unes caigudes d'aigua situades a la zona litoral, a prop de la ciutat de Melong, a Camerun. Se'n troben al riu Nkam, i tenen uns 80 metres d'altura. Van servir de teló de fons per rodar algunes escenes de la pel·lícula Greystoke, la llegenda de Tarzán, el rei dels micos.

## Galeria d'imatges

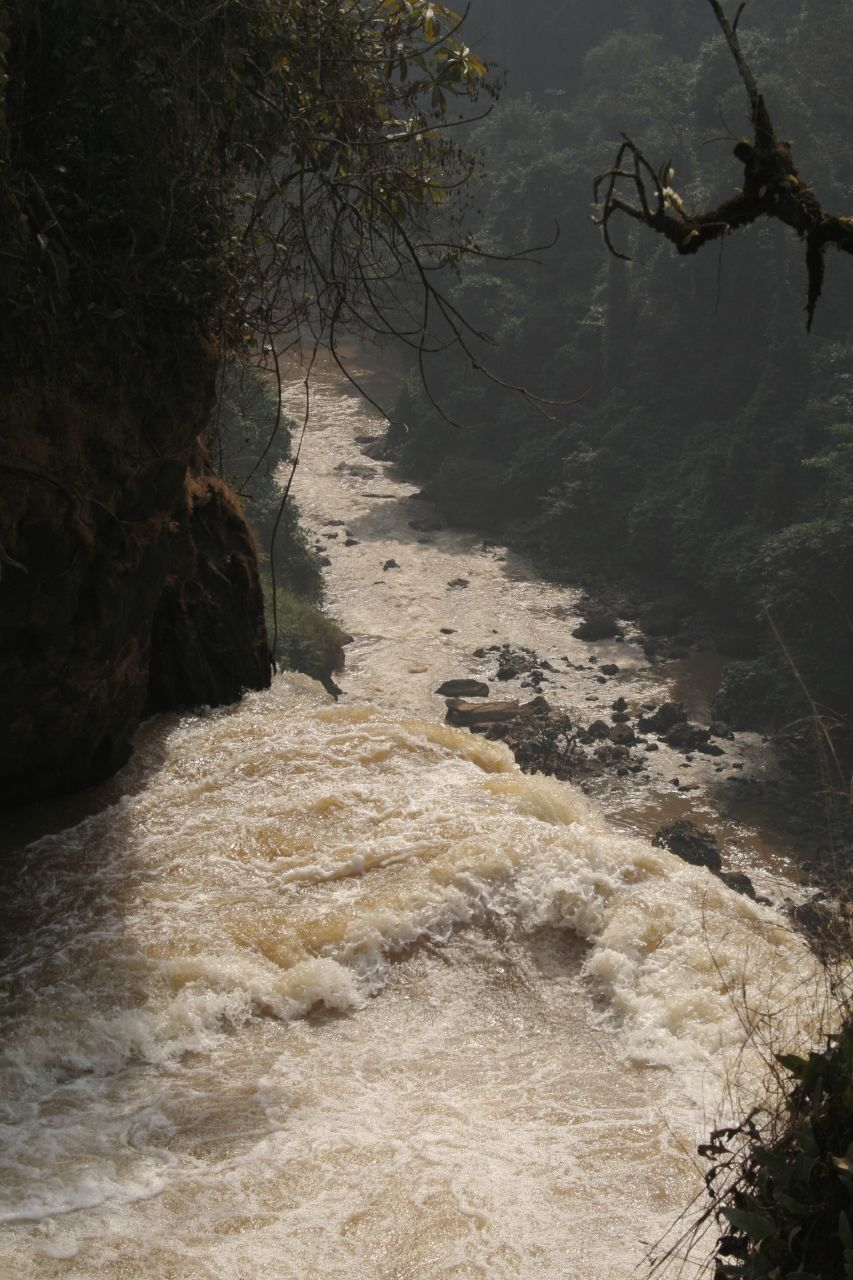
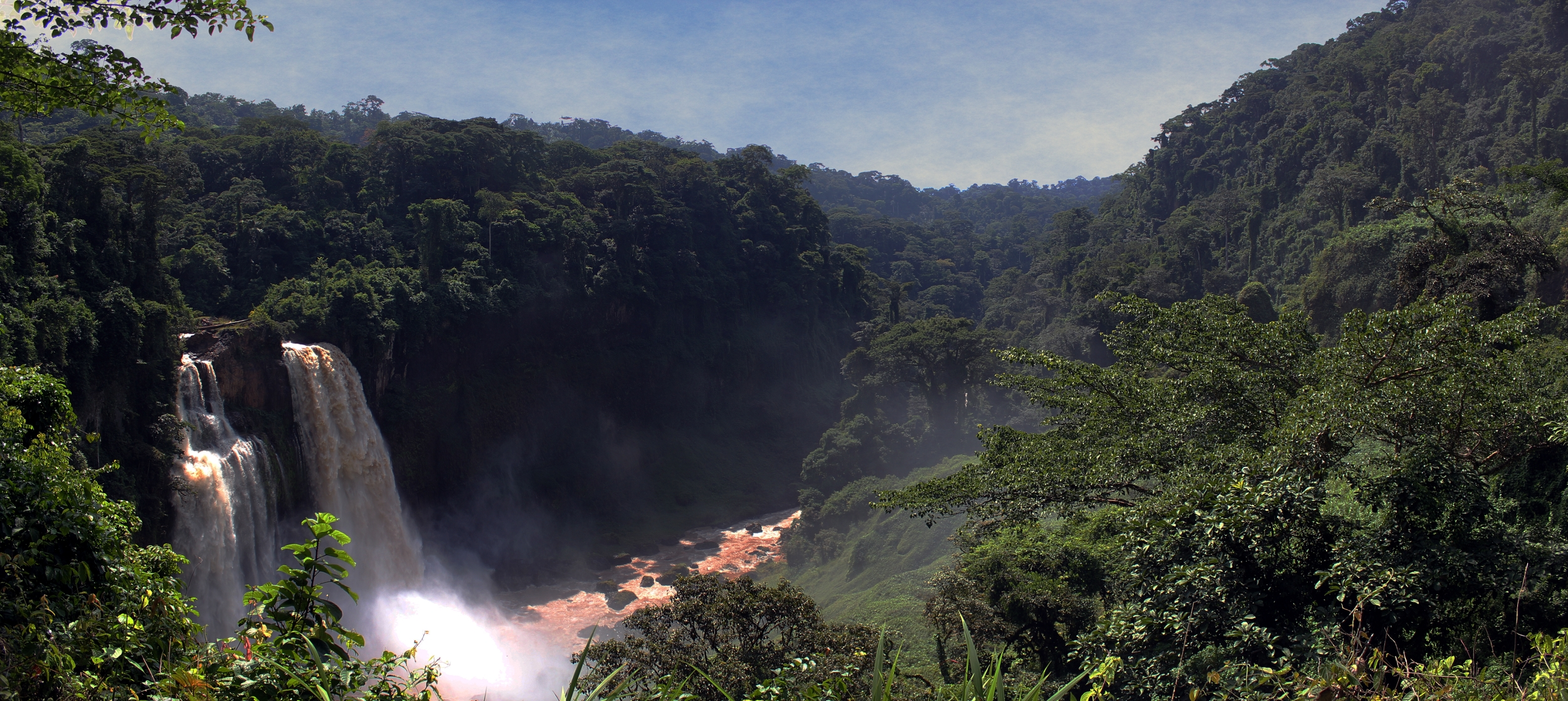
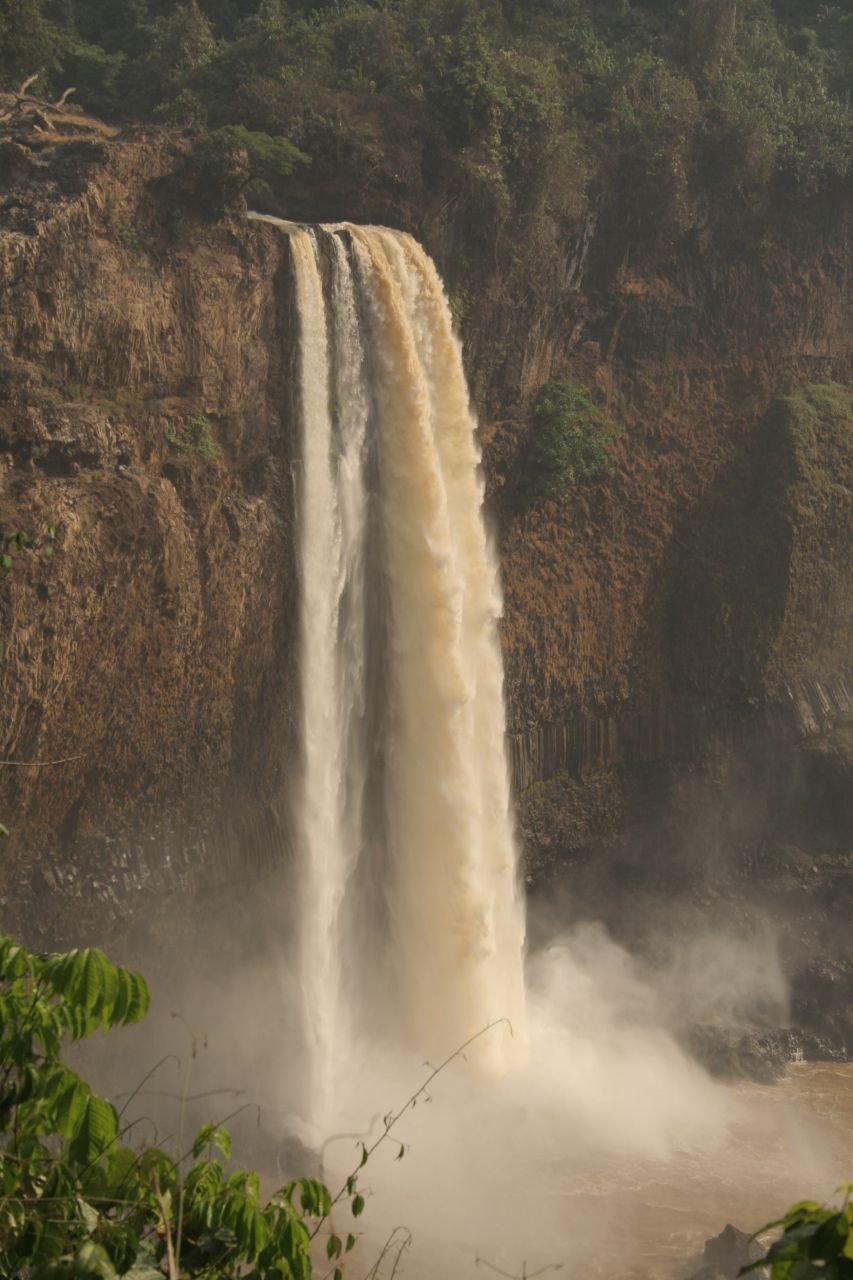